# ماركاريان 231
ماركاريان 231 (PGC 44117) (UGC 8058) هي مجرة زايفرت من النوع-1 حلزونية في كوكبة الدب الأكبر وتقع على مسافة مقدرة بحوالي 581 مليون سنة ضوئية (181 مليون فرسخ فلكي) من الأرض. تم اكتشافها في عام 1969 كجزء من البحث عن المجرات ذات الأشعة فوق البنفسجية القوية. مجرة ماركاريان 231 ذات شكل مضطرب وتملك ذيل مدّي طويل. ولقد أظهرت نتائج الطيف الأول علامات واضحة على وجود نجم زائف قوي في مركز ماركاريان 231.
مما يجعلة أقرب نجم زائف معروفة، وفي عام 2015 تبين أن النواة المجرية النشطة القوية الموجودة في وسط المجرة قد تكون في الواقع ثقب أسود ثنائي هائل.

## الخصائص
المجرة تخضع الآن لإنفجار نجمي نشط. وتم العثور على حلقة نووية نشطة من تشكل النجوم في المركز مع معدل تكوين أكثر من 100 كتلة شمسية في السنة. وهي واحدة من أكثر مجرات الأشعة تحت الحمراء ضياء ويشبه هذا ضياء النجوم الزائفة وعلى الرغم من أن انبعاث العديد من المجرات ذات الأشعة تحت الحمراء الهائلة يبدو أنه يهيمن عليها انفجار نجمي نشط، إلا أن ماركاريان 231 أظهرت مرارا وتكرارا على أنها استثناء، وتشير الأدلة إلى أن ثقب أسود متراكم هو مصدر الطاقة الرئيسي وراء لمعان الأشعة تحت الحمراء الهائل. ووجدت دراسة أجريت عام 2015 أن الثقب الأسود المركزي، الذي يقدر بحوالي 150 مليون كتلة شمسية، لديه ثقب أسود مرافق يزن حوالي 4 ملايين كتلة شمسية، ويكمل الثنائي مدارهما حول بعضهما البعض كل 1.2 سنة. وفي وقت لاحق، تبين أن هذا النموذج غير قابل للتطبيق.

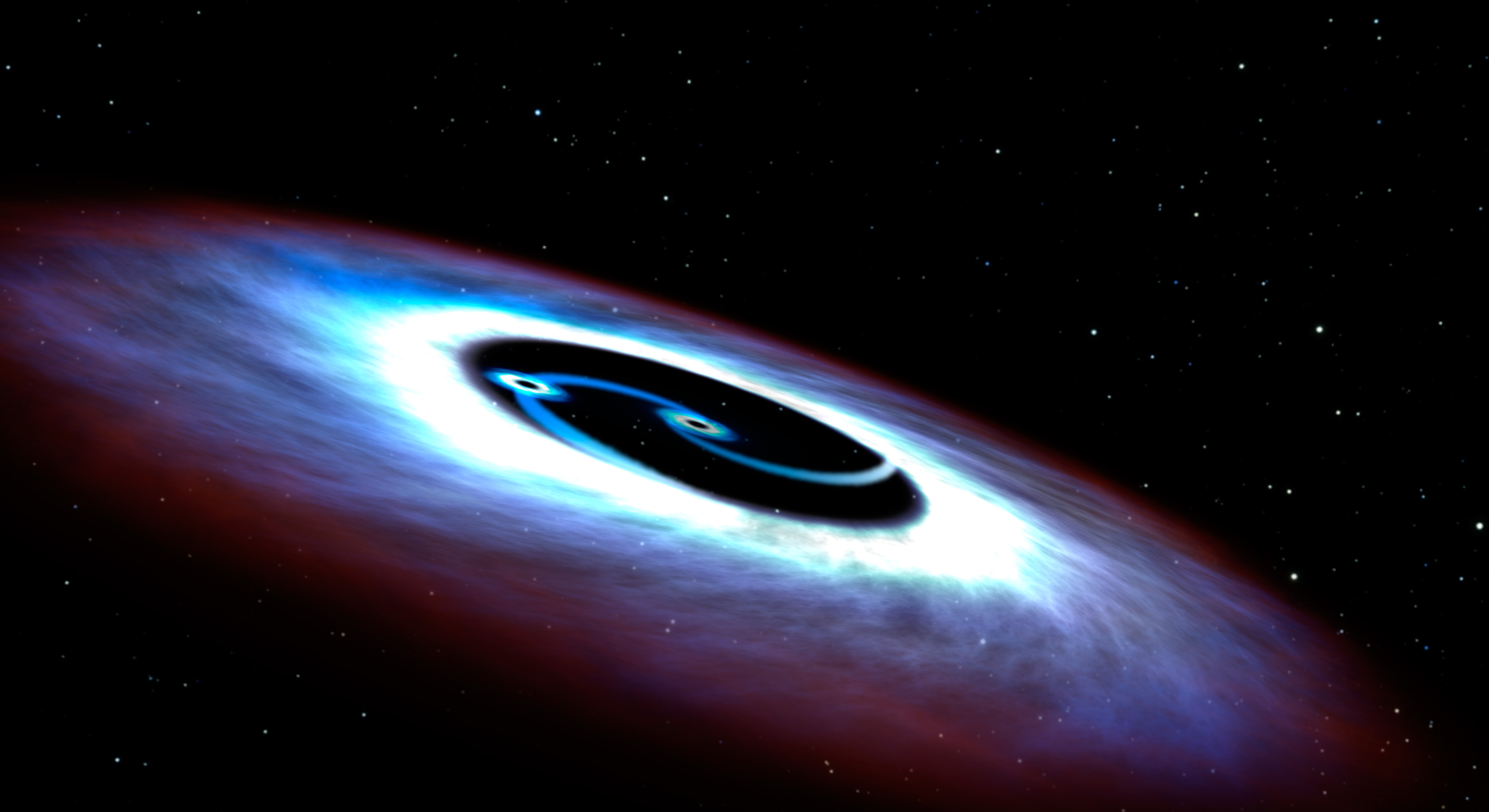
أنطباع فني لثقب أسود مزدوج.

## وصلات خارجية
- Markarian 231 at ESA
- SpaceRef Feb 23, 2011 [وصلة مكسورة]
- ماركاريان 231 على موقع ويكي سكاي: DSS2, SDSS, GALEX, IRAS, Hydrogen α, X-Ray, Astrophoto, Sky Map, Articles and images